# Sayed Yusuf
Sayed Muhammad Yusuf  (ur. w 1895, zm. 8 grudnia 1979) – indyjski hokeista na trawie. Złoty medalista olimpijski z Amsterdamu.
Zawody w 1928 były jego jedynymi igrzyskami olimpijskimi. W turnieju wystąpił w czterech spotkaniach.